# Óscar Espinosa Chepe
Óscar Manuel Espinosa Chepe (Cienfuegos, 29 novembre 1940 – Cienfuegos, 23 settembre 2013) è stato un economista, diplomatico e dissidente cubano, dal 1961 alto funzionario di varie agenzie governative cubane con Fidel Castro e dagli anni '90 in poi un critico di Castro di fama internazionale. Come membro del Gruppo dei 75, fu condannato a 20 anni di carcere nel 2003 come parte della Primavera Nera. Amnesty International riconobbe  lui e i suoi compagni di campagna come "prigionieri di coscienza non violenti".

## Biografia
Figlio di Óscar Espinosa Prado e Clara Chepe Núñez, nacque in una famiglia piccolo-borghese nella città portuale di Cienfuegos, nel sud di Cuba. I suoi genitori inizialmente lavoravano nella fornitura di farmacie e in seguito divennero soci di una farmacia. Suo padre era un comunista che era stato in prigione per la sua partecipazione alla lotta contro il dittatore Gerardo Machado, e sua madre era una cattolica devota. Dopo che suo padre lasciò Cuba e si stabilì a New York per il rifiuto del sistema stabilito da Castro, divenne anche lui un devoto cattolico per il resto della sua vita. 
Da adolescente, Chepe si unì alla Juventud Socialista, la lega giovanile del Partito Comunista, durante la dittatura di Fulgencio Batista e prese parte a numerose azioni di resistenza. Dopo un'operazione di sabotaggio a Cienfuegos, in cui non fu coinvolto, fu arrestato e incriminato nel 1957. Dopo che il futuro presidente Osvaldo Dorticós lo difese nel processo, venne assolto, ma dovette lasciare la sua città natale di fronte alle minacce del capo della polizia, e quindi si trasferì a L'Avana. Continuò la sua attività politica e fu quindi espulso dal liceo metodista dove si era trasferito all'inizio del 1958. In quel periodo, e per il resto della lotta rivoluzionaria, appartenne a un movimento studentesco che sosteneva la "Directorio Revolucionario 13 de Marzo", che lottava contro Batista parallelamente al "Movimento 26 luglio" di Castro. 
Visse il rovesciamento di Batista il 1° gennaio 1959 come un momento di liberazione. Tornò a Cienfuegos e alla Juventud Socialista, prima come presidente della città e poi come membro del consiglio di amministrazione della sua provincia natale di Las Villas. Di conseguenza, ci fu un graduale consolidamento del governo dei comunisti sotto la guida di Fidel Castro, che incluse la fusione delle varie organizzazioni politiche giovanili a cui era ancora permesso di formare l'Associazione dei Giovani Ribelli (Asociación de Jóvenes Rebeldes, AJR), il precursore dell'Unión de Jóvenes Comunistas (UJC). 
Dopo essersi laureato in economia all'Università dell'Avana nel 1961, Chepe entrò a far parte del consiglio nazionale dell'AJR, ma non fu mai membro del Partito Comunista. Divenne consulente economico di Fidel Castro e coordinatore economico tra Cuba e Ungheria, Cecoslovacchia e Jugoslavia. 

### Economista nel servizio civile
Dal 1961 lavorò in varie istituzioni governative: dal 1961 al 1963 fu capo dipartimento del potente INRA, l'Istituto Nazionale per la Riforma Agraria, poi fino al 1965 capo dipartimento dello staff centrale di pianificazione JUCEPLAN. Quindi diventò consulente economico per l'allevamento del bestiame nell'ufficio del primo ministro Castro. Dopo aver criticato le decisioni di politica economica del governo, fu punito nel 1968 con un collocamento di 20 mesi in un campo di lavoro rurale. Lì veniva utilizzato per raccogliere il guano di pipistrello nelle grotte. 
Dopo aver completato questa misura di rieducazione nello spirito della direzione rivoluzionaria, fu riammesso al servizio governativo e lavorò dal 1970 al 1984 nel Comitato di Stato per la Cooperazione Economica: fu capo del dipartimento per le relazioni economiche e scientifico-tecniche con l'Ungheria, la Cecoslovacchia e la Jugoslavia. Dal 1984 al 1987 svolse il ruolo di consulente economico presso l'ambasciata cubana a Belgrado. Dopo un congedo a casa, il governo gli rifiutò di tornare in Jugoslavia nel 1987 dopo che aveva fatto commenti positivi sulla politica di riforma della glasnost e della perestrojka in Unione Sovietica sotto Mikhail Gorbaciov. Chepe difese molte delle iniziative respinte dalla leadership cubana e sostenne una decisiva apertura economica per preservare le "conquiste" della rivoluzione. 
Dopo essere stato espulso dal Servizio Estero, fu trasferito alla Banca Nazionale di Cuba, dove fu responsabile delle questioni commerciali interne. Quando l'economia cubana entrò nella sua più grande crisi nel corso della cessazione dei miliardi sovietici di sussidi e del crollo del comunismo nell'Europa orientale con la proclamazione del "Periodo Speciale in Tempo di Pace", Chepe venne accusato nel 1992 di essere un "soggetto controrivoluzionario" su istigazione di un collega in una vicenda politica interna alla banca. Alla fine fu  destituito. Allo stesso tempo, anche sua moglie, Miriam Leiva, fu espulsa dal servizio diplomatico per "mancanza di fiducia ideologica" in quanto si era rifiutata di prendere le distanze da Chepe il quale nel frattempo lavorava in una filiale di una cassa di risparmio prima di essere licenziato nel 1996. 

### Morte
Óscar Espinosa Chepe morì nel settembre 2013 a 72 anni nell'unità di cure palliative di un ospedale di Cercedilla, vicino a Madrid, a causa di complicazioni acute della cirrosi epatica cronica, che gli era stata diagnosticata per la prima volta nel 2000. Dalla metà del 2012, le sue condizioni erano peggiorate e avevano richiesto diversi trattamenti ospedalieri a L'Avana. Nel marzo 2013, Chepe ebbe dalle autorità cubane, per la prima volta dopo la sua condanna nel 2003, il permesso, con la mediazione del cardinale Jaime Ortega e dal governo spagnolo, di lasciare temporaneamente il paese (con diritto di ritorno) a scopo di cure mediche.